# Zuphium mexicanum
Zuphium mexicanum är en skalbaggsart som beskrevs av Maximilien de Chaudoir. Zuphium mexicanum ingår i släktet Zuphium och familjen jordlöpare. Inga underarter finns listade i Catalogue of Life.